# STS-52
STS-52 foi uma missão do ônibus espacial Columbia, lançada em outubro de 1992, para colocar satélites em órbita.

## Tripulação
| Posição                  | Astronauta       |
| ------------------------ | ---------------- |
| Comandante               | James Wetherbee  |
| Piloto                   | Michael Baker    |
| Especialista de missão 1 | Charles Veach    |
| Especialista de missão 2 | William Shepherd |
| Especialista de missão 3 | Tamara Jernigan  |
| Especialista de carga    | Steven MacLean   |

## Hora de acordar
- 2° Dia: Some Things Just Stick in Your Mind, da banda The Rolling Stones.
- 3° Dia: Long, Long, Long, da banda The Beatles.
- 4° Dia: Saved by the Bell, solo de Robin Gibb (Robin falou com os astronautas.)
- 5° Dia: Killing Me Softly with His Song, de Roberta Flack (Roberta falou com os astronautas.)
- 6° Dia: Holiday!, de Madonna.
- 7° Dia: Rhinoceros, da banda The Smashing Pumpkins.
- 8° Dia: Blind Faith, da banda Warrant.
- 9° Dia: Bang, da banda Blur.
- 10° Dia: Hijo de la Luna, da banda Mecano (segunda banda espanhola a ser ouvida no espaço.)

## Principais fatos
Os objetivos primários da missão eram o lançamento do Satélite Laser Geodynamic II (LAGEOS-II) e a operação da Carga de Microgravidade dos Estados Unidos-1 (USMP-1). O LAGEOS-II, construido através de uma parceria entre a NASA e a Agência Espacial Italiana (ASI), foi lançado no segundo dia de voo e propelido a sua órbita elíptica inicial pelo Italian Research Interim Stage da ASI (IRIS). O motor de disparo no apogeu posteriormente circulou a órbita do LAGEOS em sua altitude operacional de 3666 milhas. O USMP-1, ativado no primeiro dia de voo, incluiu três experimentos montados em duas Estruturas de Suporte de Equipamentos Peculiares da Missão (MPESS) acondicionadas no compartimento de carga. Os experimentos da USMP-1 foram: Lambda Point Experiment; Materiel Pour L'Etude Des Phenomenes Interessant La Solidification Sur Et En Orbite (MEPHISTO), suportado pelo Centre National d'Etudes Spatiales da França; e o Sistema de Medição da Aceleração no Espaço(SAMS).
As cargas secundárias incluíam os experimentos canadenses CANEX-2, localizados no compartimento de carga do orbitador e no compartimento mediano, consistindo do:
- Sistema de Visão Espacial (SVS);
- Exposição de Materiais em Baixa Órbita Terrestre (MELEO);
- Experimento da Queen's University sobre a Difusão de Metal Líquido (QUELD);
- Particionamento em Fase de Líquidos (PARLIQ);
- Sun Photospectrometre Earth Atmosphere Measurement-2 (SPEAM-2);
- Orbiter Glow-2 (OGLOW-2);
- Observações e Testes da Adaptação ao Espaço (SATO).

Um satélite pequeno e com uma marcação especial, o Canadian Target Assembly, foi lançado no nono dia de voo, para oferecer suporte aos experimentos do SVS. 
Outra carga secundária incluía o ASP, que possuía três sensores independentes montados em uma placa no compartimento da carga, o Modular Star Sensor, o Yaw Earth Sensor e o Low Altitude Conical Earth Sensor, todos suportados pela Agência Espacial Européia.
As outras cargas do compartimento mediano incluíam os experimentos:
- Commercial Materials Dispersion Apparatus Instrument Technology Associates Experiments;
- Crescimento Comercial de Cristais de Proteína;
- Experimento sobre o Transporte de Vapores Químicos;
- Heat Pipe Performance Experiment;
- Experimentos dos Sistemas Fisiológicos (envolvendo 12 ratos);
- Shuttle Plume Impingement Experiment.

O orbitador também foi utilizado como ponto de referência para a calibração de um Ultraviolet Plume Instrument em um satélite da Iniciativa de Organização de uma Defesa Estratégica.
O Experimento de Controle de Pressão nos Tanques/Fenômemo Térmico (TPCE/TP) foi armazenado em uma embalagem (GAS) no compartimento de carga do veículo.